# Naplanum
Naplanum (Na-ap-la-nu-um) je bil prvi neodvisni kralj antičnega mezopotamskega mesta Larse, ki je vladal približno od 1961 do 1940 pr. n. št. (kratka kronologija) oziroma 2025 do 2005 pr. n. št. (dolga kronologija).
Po podatkih iz kasnejšega Seznama kraljev Larse je približno takrat v Uru vladal Ibi-Sin iz Tretje urske dinastije (Ur III). V Mezopotamiji je bila takrat velika lakota. Do sedaj niso odkrili niti let z njegovim imenon niti kakšnih drugih zapisov, ki bi potrjevali, da je bil zares kralj Larse, ki je bila takrat verjetno del Ibi-Sinovega kraljestva. V mnogo dokumentih trgovanja z žitom iz poznega obdobja Ur III se pojavlja ime prominentnega in premožnega amoritskega trgovca Naplanuma, ki je bil zelo verjetno prednik kasnejšega neodvisnega kralja Larse.